# Rheum lhasaense
Rheum lhasaense är en slideväxtart som beskrevs av A.J. Li & P.K. Hsiao. Rheum lhasaense ingår i släktet rabarbersläktet, och familjen slideväxter. Inga underarter finns listade i Catalogue of Life.